# Тихон (Степанов)
Епи́скоп Ти́хон (в миру Никола́й Влади́мирович Степа́нов; 2 марта 1963, Кострома, РСФСР, СССР — 20 октября 2010, Архангельск, Россия) — архиерей Русской православной церкви; епископ Архангельский и Холмогорский.

## Биография
Родился 2 марта 1963 года в Костроме в семье священника: отец — митрофорный протоиерей Владимир Степанов, мать — Маргарита. Николай был старшим среди шести братьев и двух сестер.
По словам матери с детства хотел быть священником: «У него рано, где-то года в три-четыре, проявилось стремление служить Богу, — вспоминала матушка Маргарита. Другие дети не сразу к этому пришли. Увы, подобные мысли не поощрялись советской властью». Родители опасались, что их могут лишить прав, а детей отправить в детдом, чтобы там они забыли о вере и Боге. Николаю, как и его братьям и сестрам, удалось избежать вступления в пионеры и в комсомол.
В молодые годы был иподиаконом у архиепископа Костромского Кассиана (Ярославского).
После успешного окончания средней школы, поступил в лесотехнический техникум, по окончании которого был призван в ряды вооружённых сил.
В 1982—1984 проходил срочную службу в Латвии в войсках ПВО.
По увольнении в запас был принят в Ленинградскую духовную семинарию, которую окончил в 1986 году; в 1990 году закончил Ленинградскую духовную академию. Кандидат богословия.
В 1990 году был направлен на стажировку в Свято-Владимирской духовной семинарии в Крествуде, штат Нью-Йорк. В течение года изучал английский язык и собирал материалы о служении архиепископа Тихона (Беллавина), будущего Патриарха Тихона, в Северной Америке. По завершении стажировки стал личным секретарем епископа Петрозаводского и Олонецкого Мануила (Павлова).
28 августа 1991 года в Крестовоздвиженском кафедральном соборе Петрозаводска епископом Петрозаводским и Олонецким Мануилом (Павловым) пострижен в монашество с именем Тихон в честь Патриарха Тихона. 29 августа 1991 года был рукоположён в сан иеродиакона. 1 сентября того же года рукоположён в сан иеромонаха.
1 октября 1991 года назначен секретарём Петрозаводского епархиального управления.
16 июня 1992 года был возведён в сан игумена.
Его тщанием в Карелии было основано православное молодёжное движение, открыт Центр православной культуры, создан молодёжный хор. Многим молодым людям он помог определиться с выбором жизненного пути.
Как отмечал Протоиерей Иоанн Тереняк: «Во многом именно его трудами епархия вернула себе Александро-Невский собор и смогла восстановить его. Многие не верили, что власти отдадут огромный благолепный собор — „малый Исаакий“, как его называли. В нём располагался тогда Петрозаводский краеведческий музей с огромными своими фондами, и казалось нереальным, что это смогут переместить куда-то. Отец Тихон помогал владыке Мануилу вести переговоры, затем, когда встал вопрос о ремонте переданного собора, много ездил по различным организациям, убеждал коммерсантов и чиновников принять участие в восстановлении. Одна епархия не смогла бы поднять такую махину. Считаю, дар убеждения был дан ему от Бога». В 1995 году епископом Мануилом назначен председателем приходского совета и настоятелем восстанавливаемого кафедрального собора Александра Невского города Петрозаводска.
По воспоминаниям Закхея (Вуда): «Он был очень активным, очень преданным Церкви, преданным своему архиерею, ревностно служил епархии и Церкви. Тогда он был настоятелем восстанавливающегося Александро-Невского собора. Он всегда был погружён в заботы, труды и послушания, но при этом не терял любвеобильности и способности шутить. Он в хорошем смысле был шутником, знал добрые хорошие сердечные шутки».
5 мая того же года становится членом специальной рабочей группы по планированию возрождения православной миссии РПЦ на её канонической территории.
27 декабря 1995 года постановлением Священного Синода Русской Православной Церкви избран епископом Архангельским и Холмогорским. 1 января 1996 года был возведён в сан архимандрита.
3 февраля в кафедральном Богоявленском соборе в Москве состоялось его наречение во епископа. 4 февраля 1996 года том же состолялоась его архиерейская хиротония. Наречение и хиротонию совершили: Чин наречения совершили: Патриарх Московский и всея Руси Алексий II, митрополит Крутицкий и Коломенский Ювеналий (Поярков), архиепископ Солнечногорский Сергий (Фомин), архиепископ Костромской и Галичский Александр (Могилёв), епископ Ростовский и Новочеркасский Пантелеимон (Долганов), епископ Истринский Арсений (Епифанов), епископ Петрозаводский и Олонецкий Мануил (Павлов), епископ Белгородский и Старооскольский Иоанн (Попов), епископ Верейский Евгений (Решетников), епископ Красногорский Савва (Волков).

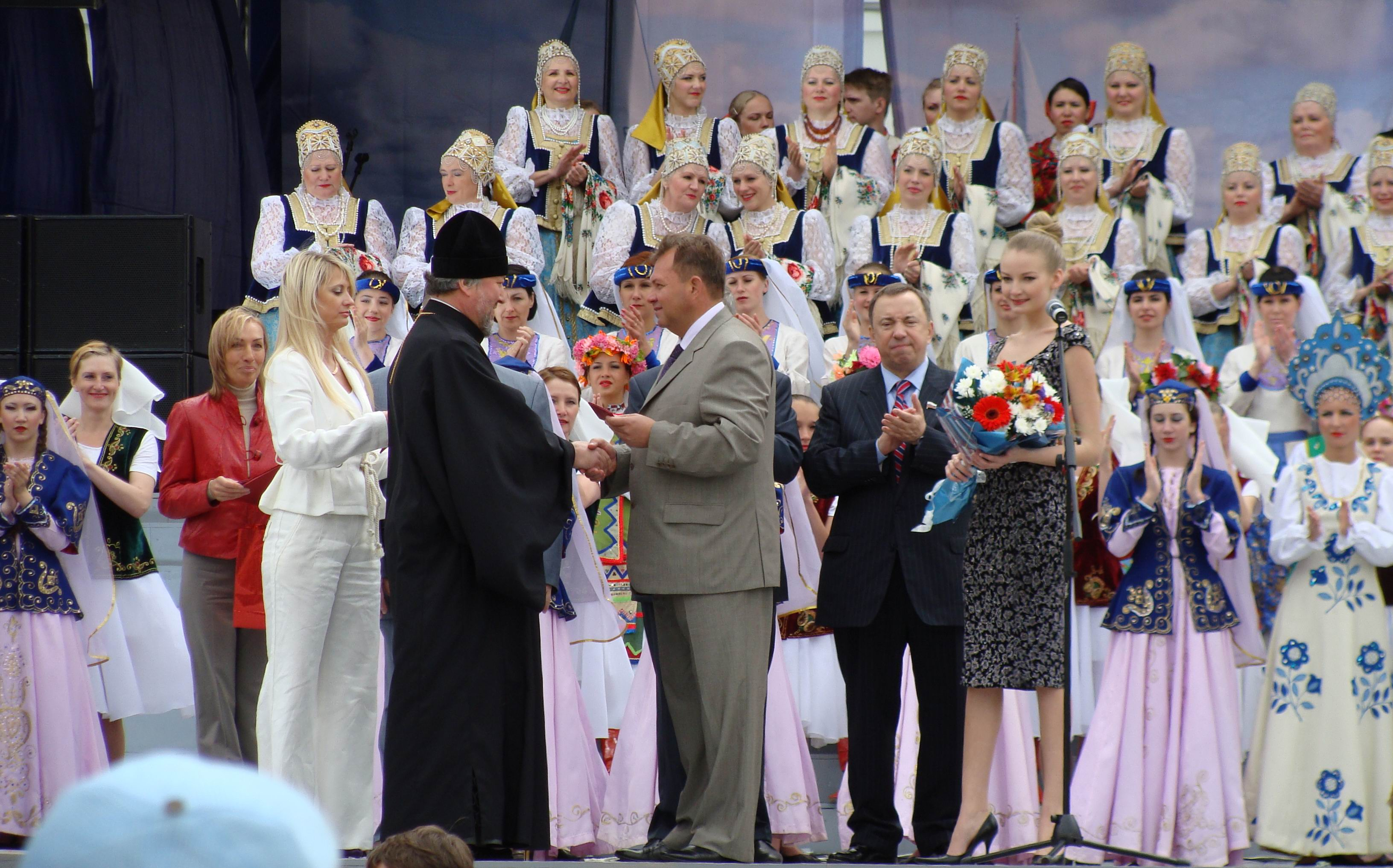
425-летие Архангельска. Награждение еп. Тихона

На огромной территории Архангельской епархии в то время действовало всего несколько храмов и два монастыря.
В 2001 году стал Председателем попечительского совета фонда архитектурного наследия имени Андрея Рублева, который, взял на себя работу упразднённого государственного экспертного совета по особо ценным объектам культурного наследия народов Российской Федерации.
26 декабря 2002 года становится сопредседателем совместной рабочей группы по сотрудничеству между Русской православной церковью и Евангелическо-лютеранской церковью Норвегии.
За большой личный вклад в развитие социального служения и благотворительности и укрепление взаимодействия Русской православной церкви и муниципальной власти Архангельска награжден Знаком «За залуги перед городом Архангельском». Знак вручен владыке Тихону мэром города Архангельска Виктором Павленко в День города 28 июня 2009 года. Епископ Тихон стал единственным архиереем удостоенным этой награды.
Скончался в своей резиденции в Архангельске в ночь с 19 на 20 октября от сердечного приступа в возрасте 47 лет.
Отпевание в Ильинском кафедральном соборе города Архангельска 23 октября 2010 года возглавил архиепископ Александр (Могилёв), бывший одним из архиереев, принимавших участие в епископской хиротонии почившего. Похоронен у алтаря храма Всех святых на Вологодском кладбище Архангельска.

## Награды
Награды Русской православной церкви
- Орден преподобного Сергия Радонежского II степени (2001 год)
- Знак «За залуги перед городом Архангельском» (2009)

Государственные награды
- Медаль ордена «За заслуги перед Отечеством» II степени (28 декабря 2000) — за большой вклад в укрепление гражданского мира и возрождение духовно-нравственных традиций[12]

## Публикации
- Воспоминания об архиепископе Кассиане // Благовест. — Кострома, 2005. — № 6 (100).
- Обращение епископа Архангельского и Холмогорского Тихона к читателям биографического справочника «За веру Христову» // За веру Христову: духовенство, монашествующие и миряне Русской Православной Церкви, репрессированные в Северном крае (1918—1951): биографический справочник / Сост.: С. В. Суворова. — Архангельск, 2006. — С. 3-4.